# اسکاتی جیمز
اسکاتی جیمز (انگلیسی: Scotty James؛ زادهٔ ۶ ژوئیهٔ ۱۹۹۴) اسنوبردسوار اهل استرالیا است.
وی در مسابقات کشوری و بین‌المللی در مجموع برندهٔ ۳ مدال طلا، ۲ مدال نقره، ۲ مدال برنز شده‌است.